# Gustav Trunk

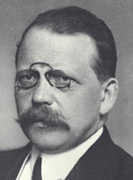
Gustav Trunk um 1927

Josef Ludwig Gustav Trunk (* 24. Juli 1871 in Waldprechtsweier; † 23. April 1936 in Karlsruhe) war ein deutscher Jurist und Politiker der Zentrumspartei.

## Herkunft, Jugend und erste politische Aktivitäten
Gustav Trunk war einer von vier Söhnen des Hauptlehrers Valentin Magnus Trunk und seiner Ehefrau Sophie, geborene Weber. Der Vater stammte aus einer Bauernfamilie in Hainstadt im Odenwald, seine Mutter aus Kirrlach. Da der Vater als Volksschullehrer häufig versetzt wurde und seinem Sohn die dadurch bedingten wiederholten Schulwechsel ersparen wollte, besuchte Gustav ab 1883 die Lendersche Lehranstalt in Sasbach, eine katholische Internatsschule, an der die Schüler neben dem Unterricht landwirtschaftliche Arbeiten auf benachbarten Pfarrgütern verrichteten. Da diese Schule damals nur bis zur Untersekunda reichte, wechselte Gustav 1888 an das Gymnasium in Rastatt, wo er 1893 das Abitur ablegte und Mitglied der Pennäler-Verbindung Markomannia 1824 war. Anschließend studierte er Rechtswissenschaften an der Universität Heidelberg, wo er Mitglied der KDStV Arminia Heidelberg im CV wurde, 1894/95 an der Universität Berlin und danach wieder in Heidelberg.
1897 legte er das erste juristische Staatsexamen ab und kam als Rechtspraktikant an das Amtsgericht Wolfach. Im selben Jahr heiratete er Emma Eppel aus Baden-Baden. 1898 kam die Tochter Paula Karolina zur Welt.
Nach der Promotion zum Dr. iur. und dem zweiten juristischen Staatsexamen im Sommer 1900 ließ Trunk sich als Rechtsanwalt in Karlsruhe nieder. Hier wurde 1900 der Sohn Leo Josef Gustav geboren.
Trunk schloss sich aufgrund seiner katholischen Herkunft und beeinflusst von seinem Vorbild Franz Xaver Lender der Zentrumspartei an und wurde zu deren Karlsruher Vorsitzenden gewählt. Von 1911 bis 1919 war er Mitglied des Karlsruher Stadtrats.
Im Ersten Weltkrieg diente Trunk von 1915 bis 1918 im Landsturm-Infanterie-Bataillon XIV/18.

## Politische Laufbahn nach 1918

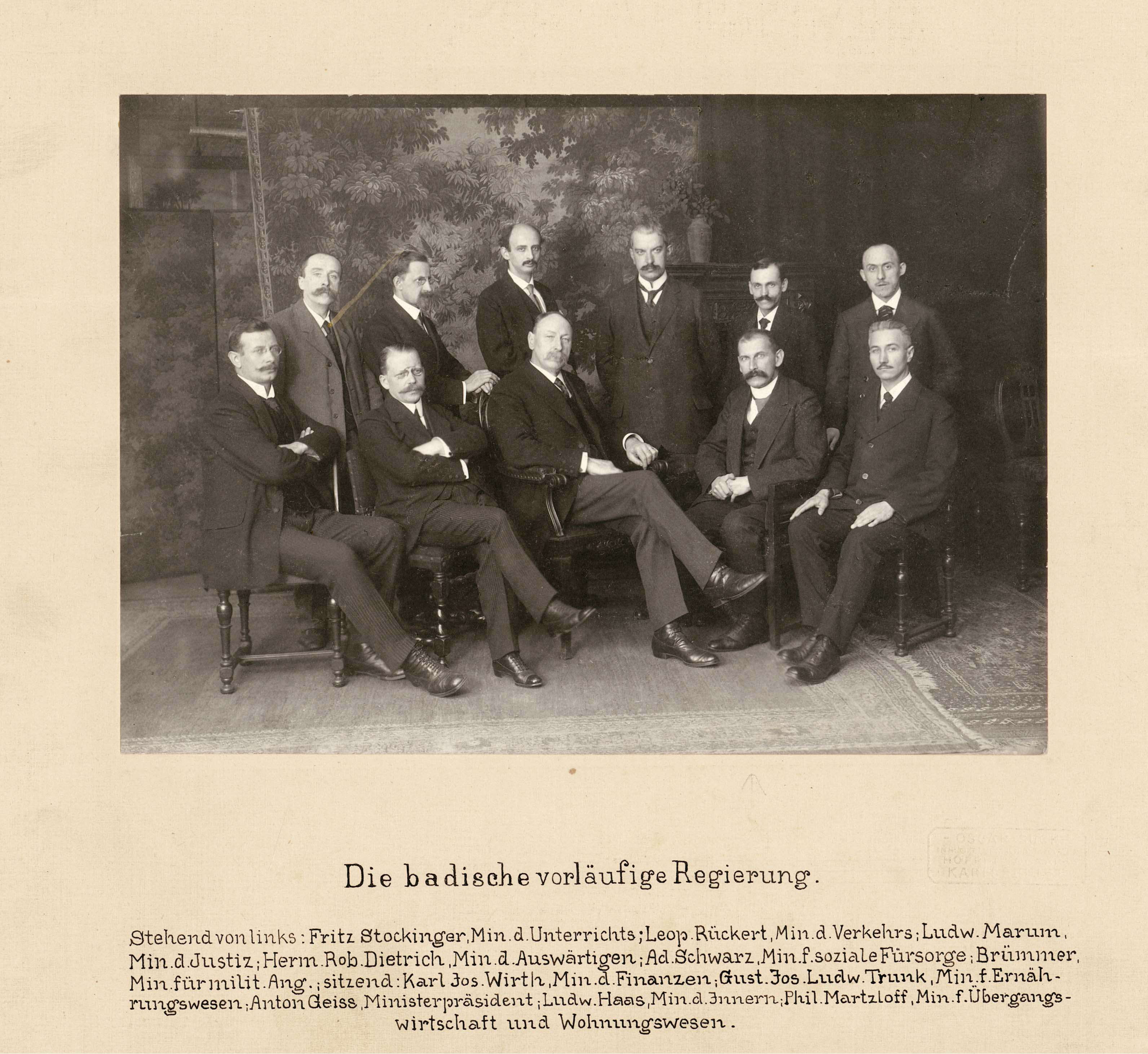
Gustav Trunk als Mitglied der badischen vorläufigen Regierung (sitzend, 2. von links) im November 1918

Nach der Revolution von 1918 in Baden wurde Trunk 1919 zum Mitglied der verfassunggebenden badischen Nationalversammlung und 1920 zum Mitglied des badischen Landtags gewählt. In der im November 1918 gebildeten Badischen vorläufigen Volksregierung, einer provisorischen Allparteienregierung, übernahm Trunk für das Zentrum das Amt des Ministers für Ernährungswesen. Zu seiner Nominierung trug wahrscheinlich bei, dass er über gute Beziehungen zu den Bauernverbänden verfügte, die er als Rechtsanwalt häufig vertreten hatte.
Nachdem am 21. April 1919 die neue badische Verfassung beschlossen worden war, wählte die Nationalversammlung eine neue Regierung, in der Trunk das Amt des Justizministers übernahm, das er in der Folge mehr als zehn Jahre lang bekleidete – unter den damaligen Verhältnissen eine ungewöhnlich lange Amtsdauer für einen Minister.  Während dieser Zeit amtierte er vom 14. August 1920 bis zum 23. November 1921 (Kabinett Trunk I), vom 23. November 1925 bis zum 23. November 1926 (Kabinett Trunk II) sowie vom 3. Februar bis 23. November 1927 (Kabinett Trunk III) als der jährlich gewählte badische Staatspräsident (Regierungschef).
Als Justizminister setzte Trunk umfangreiche Reformen in Gang. Sein besonderes Augenmerk galt der Reform des Strafvollzugs und der Fürsorgeerziehung.
Die Erschütterung über den Tod seiner Ehefrau Emma im Februar 1928 und zunehmende politische Auseinandersetzungen innerhalb der Zentrumspartei führten zum Rücktritt Trunks als Justizminister im November 1929. Am 2. Juni 1930 legte er auch sein Landtagsmandat nieder, zog sich aus der aktiven Politik zurück und war wieder als Rechtsanwalt in Karlsruhe tätig. Im Dezember 1931 schloss er eine zweite Ehe mit der zehn Jahre jüngeren Frieda Blos.
Nach der nationalsozialistischen Machtübernahme 1933 wurde Trunk Ende März seine Ministerpension aberkannt. Gegen dieses Unrecht setzte er sich juristisch zur Wehr und erreichte im März 1936 die Bewilligung eines Übergangsgeldes durch den Reichsjustizminister Franz Gürtner.
Seit 1935 nierenkrank, starb Trunk am 23. April 1936 an Nierenversagen. Er ist auf dem Friedhof in Baden-Baden neben seiner ersten Ehefrau bestattet.

## Ehrungen
Anlässlich des einhundertjährigen Jubiläums der Technischen Hochschule Karlsruhe 1925 erhielt Trunk eine der zehn verliehenen Jubiläumsmedaillen. Die Universität Freiburg verlieh ihm 1926 den juristischen Ehrendoktor.